# Un marito per Anna Zaccheo
Un marito per Anna Zaccheo (tdl. ‘Un marido para Anna Zaccheo’) es una película romántica-dramática italiana de 1953 dirigida por Giuseppe de Santis.

## Argumento
El sueño de la incontenible Anna Zaccheo de contraer un buen matrimonio le acarreará varias experiencias trágicas tratando de conseguir una dote para casarse con Andrea, un marinero del cual se ha enamorado.

## Reparto
- Silvana Pampanini: Anna Zaccheo.
- Amedeo Nazzari: Dr. Iluminato.
- Massimo Girotti: Andrea Grazzi.
- Umberto Spadaro: Don Antonio Percucoco.
- Monica Clay: Srta. Illuminato.
- Anna Galasso: Srta. Zaccheo.
- Giovanni Berardi: Sr. Zaccheo.
- Enrico Glori: propietario del cine.
- Enzo Maggio: Fotógrafo.